# Basilica dell'Eremo
Santa Maria Madre della Consolazione all'Eremo, meglio nota come Basilica dell'Eremo, Santuario dell'Eremo o semplicemente Eremo, è un'importante chiesa di Reggio Calabria.
È il luogo dove la grande vara della Madre della Consolazione dimora quasi tutto l'anno, per poi passare dalla seconda settimana del mese di settembre sino all'ultima domenica di novembre, nella Basilica Cattedrale della città.
Il Santuario è adagiato in una splendida posizione nell'omonimo quartiere Eremo, che occupa la zona più alta della città, uno dei maggiori templi della cristianità in Calabria e meta costante di pellegrini.
Il 28 novembre 1971 il Santuario è stato elevato alla dignità di Basilica minore.

## Storia

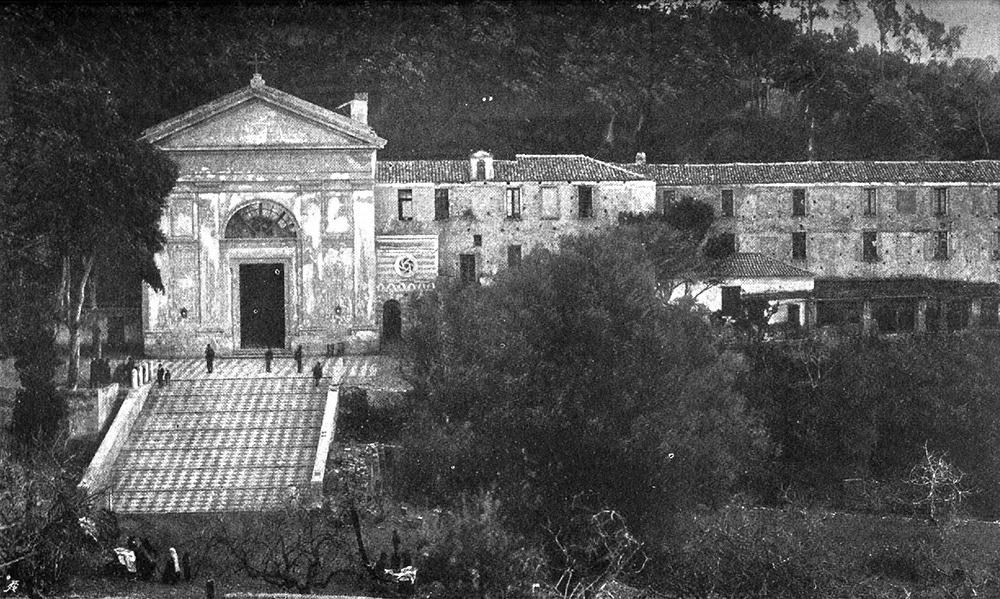
Antico Santuario dell'Eremo prima dell'ultimo terremoto

Anticamente sul posto sorgeva un piccolo capitello votivo. Successivamente dodici frati Cappuccini venuti da Valletuccio, chiamati nel 1532 dall'Arcivescovo D.Geronimo Centelles perché istituissero un chiostro da dove diffondere e propagare le nuove regole francescane, iniziarono a costruire un convento che terminarono nel 1569.
Il convento è stato chiamato "Della Madonna della Consolazione" dopo la pestilenza del 1576.
Danneggiato irrimediabilmente dal terremoto del 1908 il santuario è stato realizzato, il 28 luglio 1912, con struttura in legno e tampanatura in muratura di mattoni.
Il nuovo odierno Tempio-Basilicia, ideato dall'arch. Anna Sbarracani Anastasi e costruito con architetture moderne, è stato inaugurato il 30 luglio del 1965.
All'interno è custodito il venerato quadro della Madonna della Consolazione, opera eseguita nel 1547 dal pittore locale Niccolò Andrea Caprioli. Sono anche presenti altre importanti opere tra le quali i pannelli di bronzo dello scultore Alessandro Monteleone e la Via crucis dello scultore Pasquale Panetta.